# Cephalodella subsecunda
Cephalodella subsecunda is een raderdiertjessoort uit de familie Notommatidae. De wetenschappelijke naam van deze soort is voor het eerst geldig gepubliceerd in 1942 door Myers.